# アンナ・ウェイクの肖像
『アンナ・ウェイクの肖像』（アンナ・ウェイクのしょうぞう、蘭: Portret van Anna Wake、英: Portrait of Anna Wake）は、バロック期のフランドル出身のイギリスの画家アンソニー・ヴァン・ダイクが1628年に制作した肖像画である。油彩。ヴァン・ダイクがイタリアからアントウェルペンに帰国して間もない頃の作品で、裕福な織物商・美術収集家ペーテル・ステーフェンス（Peeter Stevens）の妻アンナ・ウェイクを描いている。同じく彼女の夫を描いたヴァン・ダイクの『ペーテル・ステーフェンスの肖像』（Portret van Peeter Stevens）の対作品であり、夫の肖像画の翌年に制作された。オランダの政治家・美術収集家ホーフェルト・ファン・スリンゲラント、オラニエ公ウィレム5世によって所有された。現在はいずれもデン・ハーグのマウリッツハイス美術館に所蔵されている。

## 人物
アンナ・ウェイクはイングランド出身の商人ライオネル・ウェイク（Lionel Wake）の長女として生まれた。父ライオネルはアントウェルペンに住み、カトリック教徒として商売をした。ライオネルはピーテル・パウル・ルーベンスとも親交を結び、1618年には画家の代理として、駐英大使ダドリー・カールトンが所有していた古代彫刻の大コレクションをルーベンスの絵画と交換する取引をまとめ上げている。ライオネルの娘であるアンナがアントウェルペンの商人ペーテル・ステーフェンスと結婚したのは1628年3月12日であり、当時アンナは22歳であった。結婚式はアントウェルペンの聖ワルブルギス教会で執り行われた。ヴァン・ダイクは前年のステーフェンスの肖像画に続いて、彼女が結婚した1628年にアンナの肖像画を制作しており、結婚記念としてステーフェンスの肖像画の対として委託されたものであると考えられている。

## 作品
| 対作品『ペーテル・ステーフェンスの肖像』。両作品を並べると『アンナ・ウェイクの肖像』が向かって左側に配置される異例の構図となっている。同じくマウリッツハイス美術館所蔵。 |  | 対作品『ペーテル・ステーフェンスの肖像』。両作品を並べると『アンナ・ウェイクの肖像』が向かって左側に配置される異例の構図となっている。同じくマウリッツハイス美術館所蔵。 |
| 対作品『ペーテル・ステーフェンスの肖像』。両作品を並べると『アンナ・ウェイクの肖像』が向かって左側に配置される異例の構図となっている。同じくマウリッツハイス美術館所蔵。 |  | |

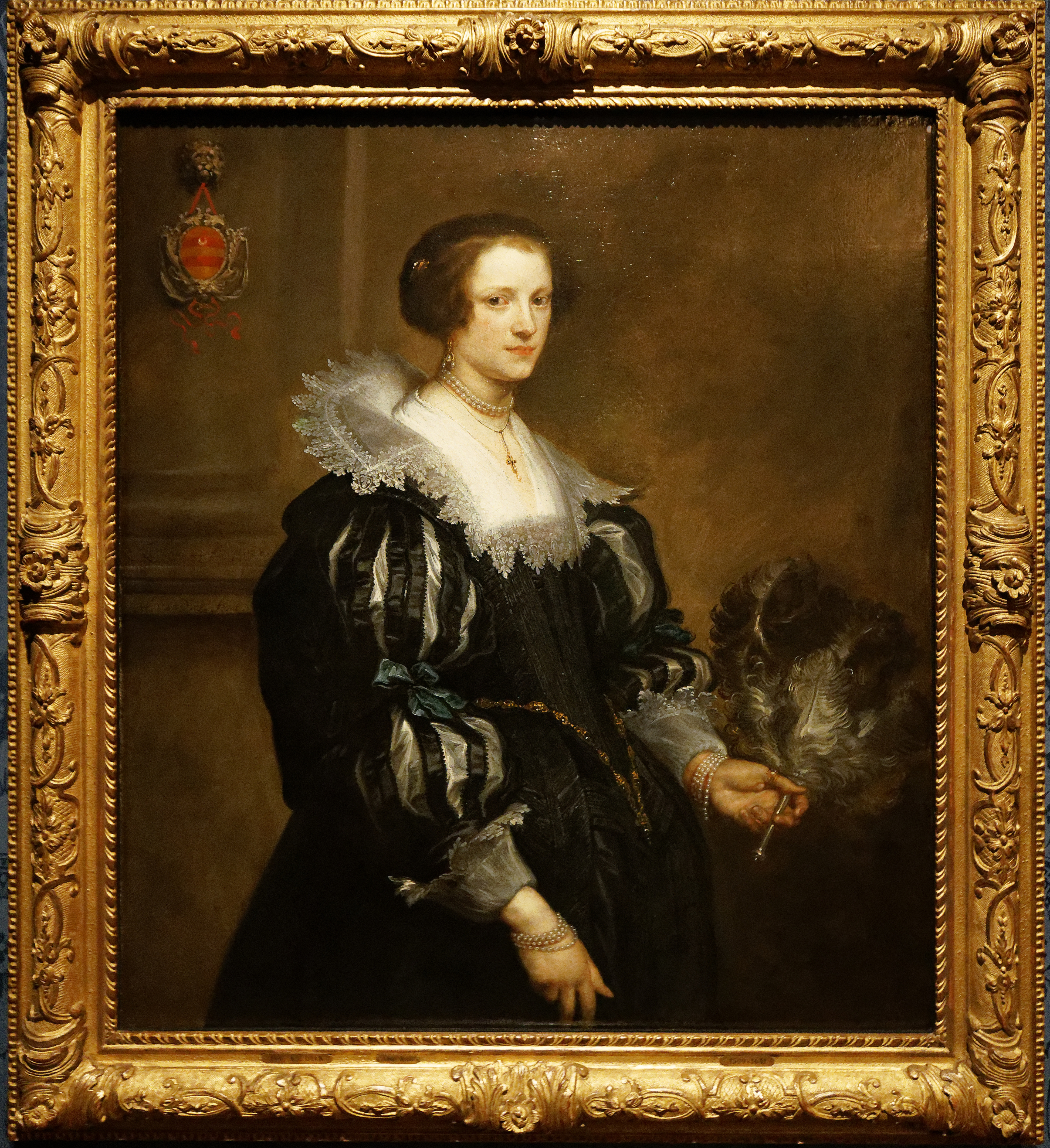
額縁。

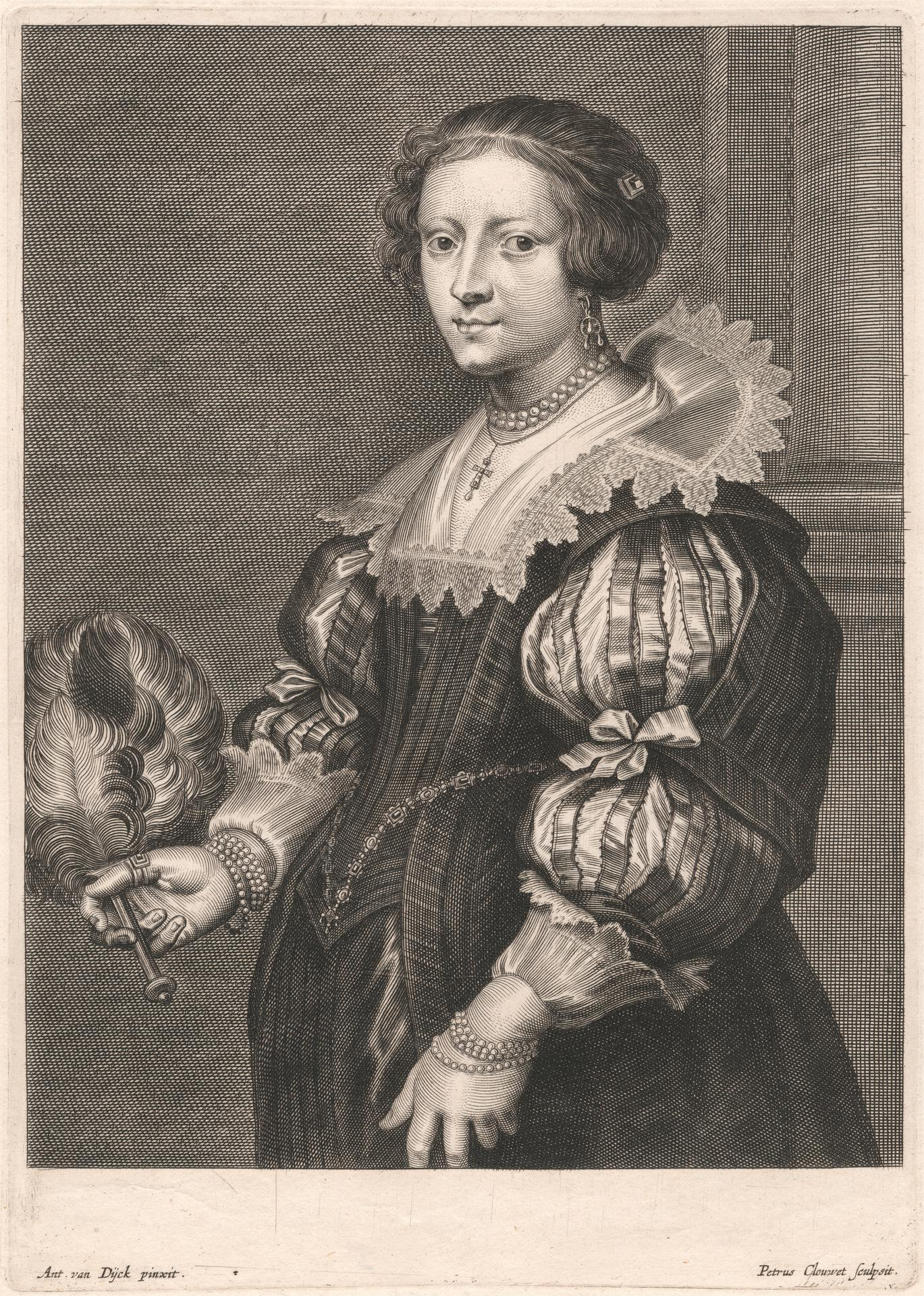
ピーテル・クラウウェッツによるエングレーヴィング。1635年頃。

ヴァン・ダイクは左手にダチョウの羽根の扇を持ったアンナを描いている。アンナが身にまとっている衣装は、伝統的なスペイン・フランドル風のものではなく、当時の流行の最先端であったフランス・ファッションの衣装である。襟と袖口はフランドル特産の白いボビンレースで縁取られており、特に襟は糊を効かせることで平らに立たせてある。黒い袖は肘のあたりにブルーのリボンを結んで窄めており、いくつも入ったスリットの隙間から、内側の白い袖が見える。身に着けた宝飾品も豊かである。アンナは宝石をあしらった金の鎖でウエストを飾り、十字架と真珠の2種類のネックレスを首にかけている。さらに耳に真珠のイヤリングを着け、両手首は幾重にも重ねられた真珠のブレスレットで飾っている。左手の親指にはめられた指輪はおそらく結婚指輪と考えられている。
アンナは四分の三正面を向いて立ち、鑑賞者を見つめる半身像として描かれている。しかしその構図は夫ステーフェンスの肖像画と向き合うように並べたとき、夫人の肖像画が左側に配置することを意図している。通常、夫人の肖像画は夫の肖像画に対して下位である左側（向かって右側）に配置されるため、本作品の構図は異例といえる。これは夫妻の肖像画がもともと対作品として発注されたものではなく、最初にステーフェンスの肖像画が単体で発注され、制作されたのちに、アンナの肖像画が発注されたことを意味している。
本作品はヴァン・ダイクが当時の流行のファッションに魅了されていたことを示しており、衣装の描写の仕方はヴァン・ダイクが細部まで強い関心を抱いていたことが分かる。とりわけ、黒い袖のスリットから下の白い袖が見える部分の描写は卓越している。

## 来歴
肖像画は18世紀にオランダの政治家・美術収集家ホーフェルト・ファン・スリンゲラントによって所有された。彼のコレクションに加わった時期は不明である。スリンゲラントはヴァン・ダイクの肖像画を3点所有していたが、そのうちの2点は夫妻の肖像画であった。ファン・スリンゲラントの死後、肖像画を含む彼の全コレクションはヴィレム5世によって購入された。しかしフランス革命戦争でネーデルラントがフランスに占領されるとウィレム5世はイギリスに亡命した。絵画は没収されてパリに運ばれ、1795年から1815年にかけて共和国中央美術館（Muséum central des arts de la République）、その後、名称を改めたナポレオン美術館（Musée napoléonien, 後のルーヴル美術館）に移された。ナポレオン退位後の1816年、絵画がウィレム5世の息子で初代オランダ国王であるウィレム1世に返還されると、ウィレム5世ギャラリーに収蔵され、1822年にマウリッツハイス美術館に移された。

## 影響
肖像画は1635年頃に、ピーテル・クラウウェッツ（Pieter Clouwet）によってエングレーヴィングが制作されている。また19世紀以降、しばしば画家によって取り上げられている。たとえばイギリスの画家ジョン・スカーレット・デイヴィスは『マウリッツハイス美術館とダリッギ・ピクチャー・ギャラリーの絵画のあるカプリチオ』（Capriccio with pictures from the Mauritshuis and Dulwich picture Gallery）の中でアンナ・ウェイクの肖像画を描いている。ベルギーの画家ユージン・ヨースは油彩で模写している。

## ギャラリー
アンソニー・ヴァン・ダイクはアンナ・ウェイクの義理の両親の肖像画も制作している。現在はモスクワのプーシキン美術館に所蔵されている。

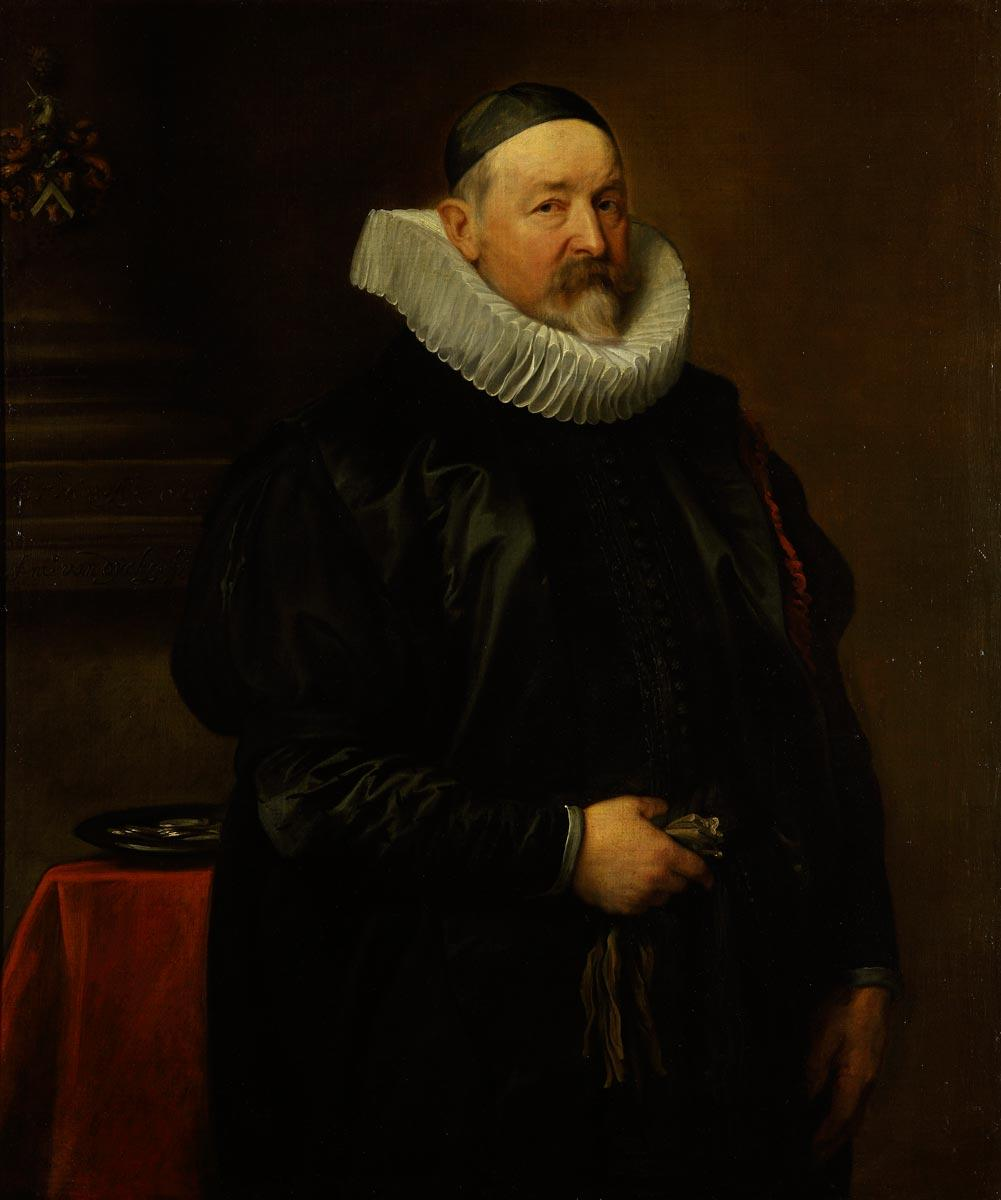
『アントウェルペンの牧師アドリアン・ステーフェンスの肖像』1629年 プーシキン美術館所蔵
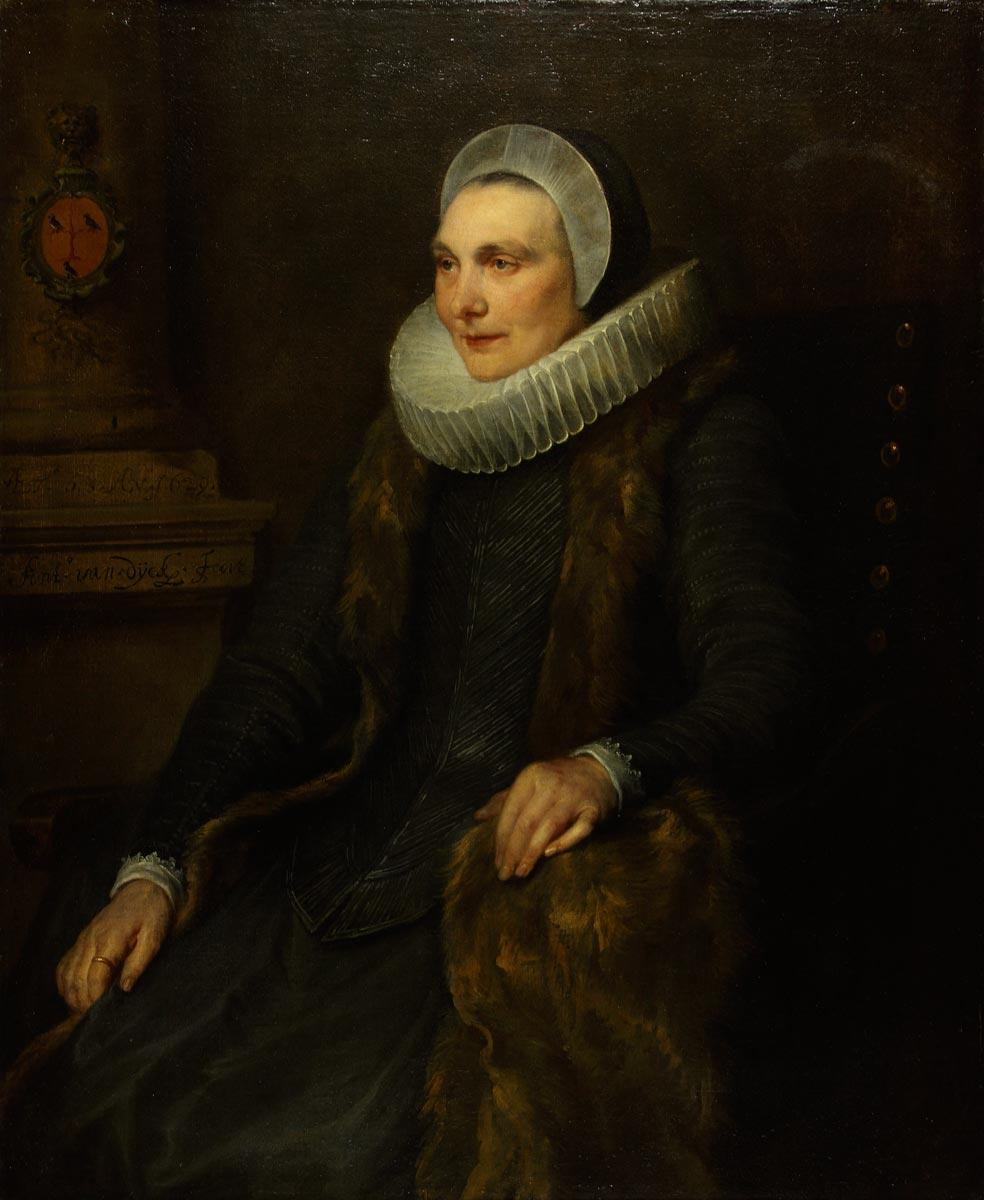
『マリア・ボスハールトの肖像』1629年 プーシキン美術館所蔵

同時期のアンソニー・ヴァン・ダイクの女性の肖像画

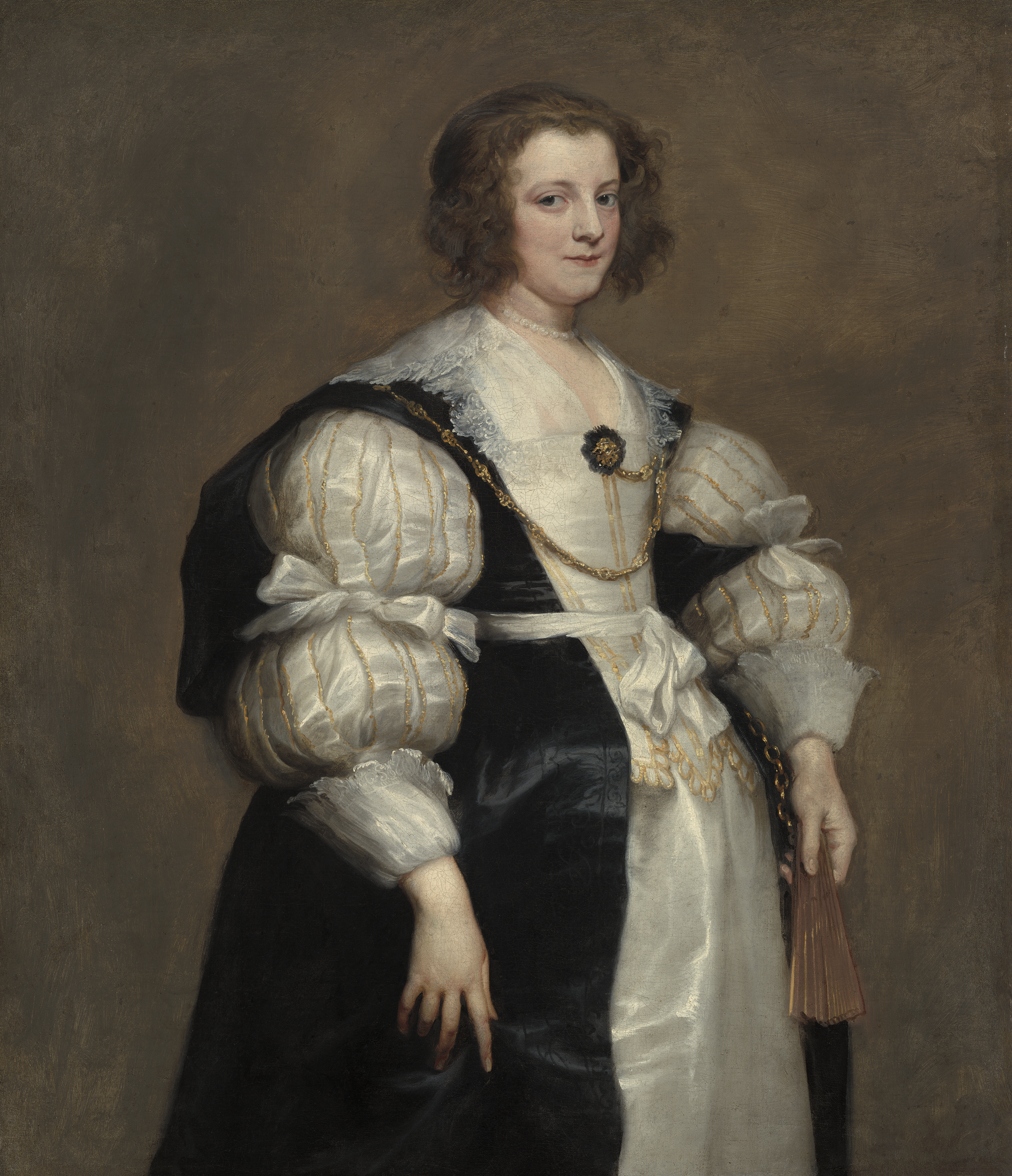
『扇を持った女性の肖像』1628年頃 ナショナル・ギャラリー・オブ・アート所蔵
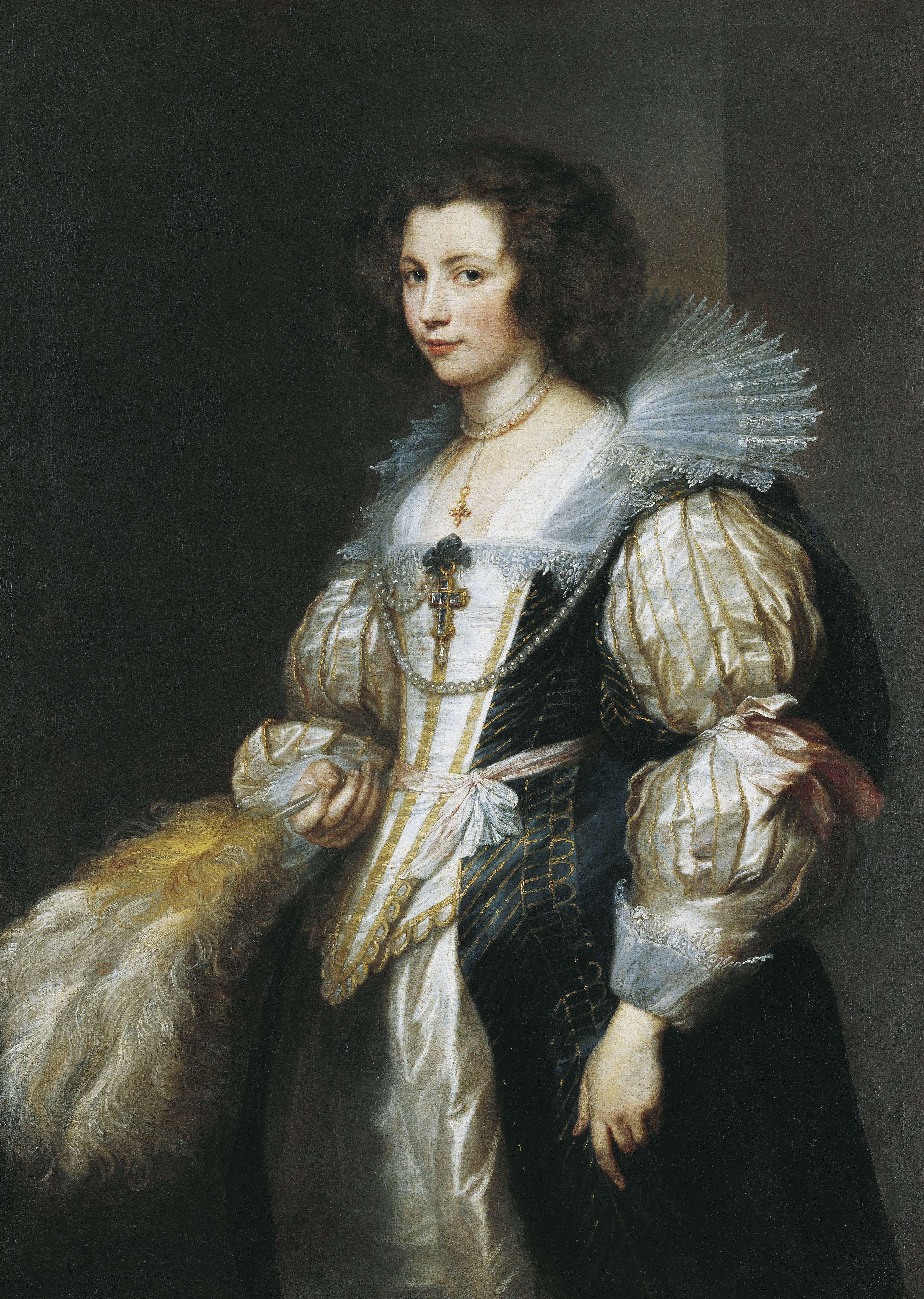
『マリア・デ・タシスの肖像』1630年頃 リヒテンシュタイン侯爵家コレクション（ドイツ語版）所蔵
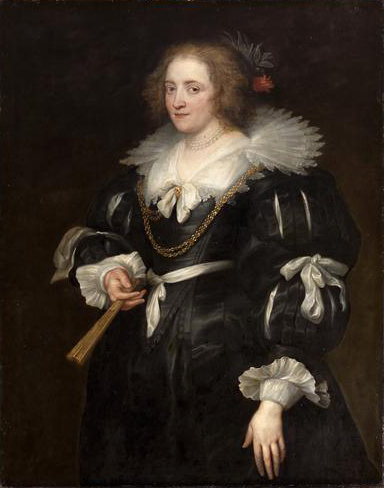
『アマーリエ・フォン・ゾルムス＝ブラウンフェルスの肖像』1630年頃 美術史美術館所蔵